# Neothelaxes
Neothelaxes är ett släkte av insekter. Neothelaxes ingår i familjen långrörsbladlöss.
Kladogram enligt Catalogue of Life:
| Neothelaxes | \| \| Neothelaxes parthenocissi \| \| \| \| \| \| Neothelaxes viticola \| \| \| \| |
|             | \| \| Neothelaxes parthenocissi \| \| \| \| \| \| Neothelaxes viticola \| \| \| \| |
|             | Neothelaxes parthenocissi                                                          |
|             |                                                                                    |
|             | Neothelaxes viticola                                                               |
|             |                                                                                    |